# Siátista
Siátista (en grec : Σιάτιστα) est une ville grecque du district régional de Kozani, à 28 km au sud-est de la ville de Kozani. Elle est le siège du dème de Voïo.
Construite sur une des pentes du mont Velia, son altitude moyenne est de 930 m. Elle avait 6 547 habitants en 2001.
Elle possède un Musée botanique créé par l'Association d'alpinisme, situé dans le collège (Gymnasium) de Trabadzis. On peut y voir des photos et des specimens séchés de plus de 700 plantes, 500 papillons rares des reptiles de la vallée de Messianos et la région de Bourino.
Elle est le siège de la Métropole de Sisanion et Siatista.